# Time4Cat
Time4Cat, parfois abrégé T4C sur le net, est un jeu flash d'évitement. Il se joue avec la souris. Le joueur contrôle un petit chat qui doit ramasser de la nourriture au milieu d’un passage pour piéton rappelant le carrefour Hachiko à Tōkyō. Mais ici, les passants à éviter ne bougent qu’en fonction des mouvements du chat, idée qui rappelle le jeu vidéo Braid.

## Système de jeu
Le but est de ramasser toute la nourriture. Chaque nourriture a un compteur ; on gagne des points en fonction de la vitesse à laquelle on accumule la nourriture. De temps en temps, un bonus apparaît sous la forme d'une sphère blanche donnant le contrôle sur la foule par un clic gauche de la souris. Il permet de repousser toutes les personnes de l'espace voisin grâce à une force de champ. Chaque sphère collectée est à usage unique et le joueur ne peut en collecter que trois au maximum. Les obstacles deviennent de plus en plus importants au fur et à mesure que le jeu se déroule : la foule augmente et des cyclistes font leur apparition.